# 小島弥太郎
小島 弥太郎/小島 貞興（こじま やたろう / こじま さだおき）は、戦国時代の武将。上杉氏の家臣。『絵本甲越軍記』では鬼小島弥太郎として登場する。妙高高原辺りの出身といわれ、越後国の戦国大名・上杉謙信の幼少期から側近として仕えた。強力無双の豪傑で「鬼小島」と恐れられたといわれているが、上杉氏の軍役帳や名簿に記載されておらず、実在したかどうかを疑われている。上杉家中には小島姓を名乗る人物が多く存在するため、そこから創作したとする説もある。
しかし、彼に関する伝説は多く、足利義輝の飼う大猿を懲らしめたり（同様の逸話は太田道灌にもある）、甲斐武田氏に使者した際に襲い掛かってきた猛犬を打ち負かしたり、山県昌景が弥太郎との一騎討ちの最中、武田信玄の嫡男・義信が窮地に陥るのを見て、弥太郎に「主君の御曹司の窮地を救いたい為、勝負を預けたい」と願い出たところ、弥太郎が快諾したことに恩義を受け、川中島の戦いの際に弥太郎の事を「花も実もある勇士」と賞賛したなど、多彩な逸話が残されている。
伝説では、弥太郎は乙吉城主（新潟県長岡市）であったとされる。弥太郎の墓とされるものが、長野県飯山市の英岩寺にある。また、鬼小島弥太郎戦死の地というのが新潟県長岡市栃尾大野町の天神山にある。

## 関連作品
- 天と地と（1969年、NHK大河ドラマ、演：鬼小島弥太郎 - 市村竹之丞（五代目中村富十郎））
- 天と地と（1990年、角川映画、演：鬼小島弥太郎 - 須藤正裕）
- 武田信玄（1991年、TBS、演：鬼小島弥太郎 - 清水健太郎）
- 風林火山（1992年、日本テレビ、演：鬼小島弥太郎 - 山城新伍）
- 天と地と（2008年、テレビ朝日、演：鬼小島弥太郎 - 的場浩司）